# Paul Jonas
Pour les articles homonymes, voir Jonas.
Paul Jonas, né le 8 juin 1898 à Paris où il est mort le 6 juin 1958, est un militaire et résistant français, compagnon de la Libération. Vétéran de la Première guerre mondiale, il est fait prisonnier lors de la bataille de France en 1940. Après un passage dans la résistance intérieure et une nouvelle captivité, il parvient à rejoindre la France libre et poursuit la guerre dans les rangs des forces françaises libres.

## Biographie

### Jeunesse et engagement
Paul Jonas naît le 8 juin 1898 à Paris. Devançant l'appel, il s'engage à 18 ans en 1916.

### Première Guerre mondiale
Affecté dans l'artillerie comme canonnier, il participe à la bataille du Chemin des Dames d'avril à septembre 1917. Il combat ensuite dans la région de Noyon puis, devenu aspirant, dans la région de Villers-Cotterêts. Gravement gazé en août 1918, il reçoit une citation à l'ordre du régiment.

### Entre-deux-guerres
Démobilisé en octobre 1919 avec le grade de sous-lieutenant de réserve, il trouve un travail dans le domaine de l'industrie.

### Seconde Guerre mondiale
Lors de la mobilisation de septembre 1939, alors que son âge et son emploi d'industriel lui permettent d'obtenir une affectation spéciale, Paul Jonas préfère rejoindre une unité combattante. Affecté comme capitaine commandant de batterie au 32e régiment d'artillerie divisionnaire, il combat en Lorraine et dans l'Aisne et reçoit quatre citations. Le 16 juin 1940, à Troyes, il est fait prisonnier et envoyé en Allemagne où il reste en captivité jusqu'en août 1941. Dès son retour en France, il s'engage dans la résistance et devient chef régional de l'Armée secrète pour la région R4 (Toulouse et département alentour) de janvier à septembre 1942. Traqué par les Allemands, il passe en Espagne mais est arrêté le 8 septembre 1942. Incarcéré au camp de Miranda, il parvient à s'en échapper et à rejoindre l'Angleterre où il s'engage dans les forces françaises libres le 1er février 1943.
Affecté à la 1re division française libre (1re DFL) en tant que chef d'état-major de l'artillerie divisionnaire, il participe à la fin de la campagne de Tunisie. Il est promu chef d'escadron en juin 1943 et prend le commandement du 2e groupe du 1er régiment d'artillerie coloniale. Lui et son unité s'illustrent lors de la campagne d'Italie en appuyant les troupes d'infanterie lors des batailles d'Adriana, de Montefiascone et de Bagnoregio. En août 1944, il participe au débarquement de Provence et se distingue pendant la libération de Toulon. Poursuivant l'avancée de la 1re DFl vers le nord lors de la Libération de la France, il prend part à la bataille d'Alsace. Après des combats autour de la trouée de Belfort pendant les derniers mois de l'année 1944, il participe à la réduction de la poche de Colmar et est grièvement blessé par une mine le 12 janvier 1945.

### Après-guerre
Démobilisé en mars 1946, Paul Jonas retrouve son activité civile au sein de l'industrie. Il devient par la suite vice-président du conseil d'administration du Crédit lyonnais puis président du conseil d'administration de la société Getting-Jonas-Titan. Toujours proche de l'armée et des anciens combattants, il est promu colonel de réserve et participe aux activités de l'Ordre de la Libération en étant notamment chargé de l'organisation des cérémonies du 18 juin au Mont Valérien.
Paul Jonas meurt à Paris le 6 juin 1958. Après des obsèques à l'église Saint-Louis des Invalides, il est inhumé au cimetière du Montparnasse.

## Décorations
|  |  |  |  |  |  |
|  |  |  |  |  |  |
|  |  |  |  |  |  |
|  |  |  |  |  |  |
|  |  |  |  |  |  |

| Grand officier de la Légion d'honneur    | Grand officier de la Légion d'honneur    | Grand officier de la Légion d'honneur    | Compagnon de la Libération                                           | Compagnon de la Libération                                           | Compagnon de la Libération                                           | Croix de guerre 1914-1918                | Croix de guerre 1914-1918                | Croix de guerre 1914-1918                |
| Croix de guerre 1939-1945                | Croix de guerre 1939-1945                | Croix de guerre 1939-1945                | Médaille des blessés de guerre                                       | Médaille des blessés de guerre                                       | Médaille des blessés de guerre                                       | Médaille des évadés                      | Médaille des évadés                      | Médaille des évadés                      |
| Croix du combattant volontaire 1914-1918 | Croix du combattant volontaire 1914-1918 | Croix du combattant volontaire 1914-1918 | Croix du combattant volontaire de la Résistance                      | Croix du combattant volontaire de la Résistance                      | Croix du combattant volontaire de la Résistance                      | Médaille coloniale Avec agrafe "Tunisie" | Médaille coloniale Avec agrafe "Tunisie" | Médaille coloniale Avec agrafe "Tunisie" |
| Médaille interalliée 1914-1918           | Médaille interalliée 1914-1918           | Médaille interalliée 1914-1918           | Médaille commémorative des services volontaires dans la France Libre | Médaille commémorative des services volontaires dans la France Libre | Médaille commémorative des services volontaires dans la France Libre | Médaille commémorative d'Italie          | Médaille commémorative d'Italie          | Médaille commémorative d'Italie          |
| Distinguished Service Cross (États-Unis) |                                          |                                          |                                                                      |                                                                      |                                                                      |                                          |                                          |                                          |